# Associação Milton Campos para o Desenvolvimento das Vocações
Fundada em 5 de junho de 1973  a Associação Milton Campos para o Desenvolvimento e Assistência de Vocações de Bem Dotados (ADAV) surge como uma instituição não lucrativa que “propõe-se a orientar o bem-dotado, oferecendo condições que favoreçam seu desenvolvimento integral.” 
Localizada na Rua Padre João de Deus, 355 - Bairro Jardim das Rosas – Ibirité/Minas Gerais, inicialmente a ADAV funcionava na antiga Fazenda do Rosário, também em Ibirité.
Atualmente, a Associação Milton Campos para o Desenvolvimento das Vocações funciona por meio da realização de oficinas durante a semana para o atendimento dos indivíduos bem-dotados.

## Origem
Considerada a obra caçula de Helena Antipoff, a Associação Milton Campos para o Desenvolvimento e Assistêrncia de Vocações de Bem Dotados (ADAV) dava seus primeiros passos já em 1930], quando a psicóloga em questão observou a necessidade de se criar um centro especializado para o tratamento dos indivíduos bem-dotados. 
Assim, a futura ADAV tinha a intenção de “orientar e oferecer condições para o desenvolvimento integral da criança e do jovem bem-dotados, ou seja, daqueles que têm capacidade e potencial superior em relação à média da população, nas diversas habilidades humanas.” 
Todavia, “a urgência do atendimento às crianças então consideradas deficientes fez com que suas idéias [de Helena Antipoff] nesse sentido não fossem operacionalizadas de imediato”.  Logo, somente em 1971, após participar do Seminário Nacional para a Educação de Superdotados realizado em Brasília, que Helena Antipoff conseguiu concretizar seu projeto em benefício dos sujeitos com superdotação.
Em 1971, Helena Antipoff solicita ao então Ministro da Educação Jarbas Passarinho que algo fosse feito para as crianças e jovens talentosos. Foi assim que, neste mesmo ano, realizou-se o I Seminário Nacional sobre Superdotação em Brasília.
Já em 1972, após receber apoio e financiamento, o plano de Helena Antipoff foi implementado na Fazenda do Rosário com o nome de CIRCULA (Civilização Rural, Cultura e Lazer). Dessa maneira, os portadores de altas capacidades começaram a ser atendidos por meio de atividades que se desenvolviam nos fins de semana ou no período das férias escolares.
No ano de 1973, devida a ação de outros colaboradores, foi possibilitada a gênese da Associação Milton Campos para o Desenvolvimento das Vocações, “que, através do CIRCULA, propunha-se a oferecer a jovens bem-dotados um ambiente físico, educativo, cultural e social que os estimulasse e propiciasse o desenvolvimento de sua personalidade".

## Evolução
De 1977 a 1983 a ADAV fez uma espécie de levantamento de dados referentes ao perfil dos bem-dotados que frequentavam a instituição. Assim, por intermédio de questionários, os seguintes itens eram abordados: nível de escolaridade, saúde,interesses perante jornais e TV, liderança, profissão dos pais e nível cultural dos pais.” 
Posteriormente, tais dados possibilitaram a confecção e publicação da obra “Dez Anos em Prol do Bem-Dotado” de autoria de Daniel Iretzky Antipoff, filho de Helena Antipoff. Com esse livro, viu-se uma maior divulgação dos trabalhos feitos pela Associação.
Além disso, como outros campos de atuação e divulgação da ADAV, podemos citar: a realização de conferências, a ministração de cursos de aperfeiçoamento e atualização pedagógica; todos com o intuito de promover e difundir experiências relacionadas à educação dos bem-dotados.
Em 2006 com a realização de um convênio entre Petróleo Brasileiro S/A (Petrobrás), Serviço de Aprendizagem Industrial (SENAI) e ADAV deu-se a gênese de uma unidade do SENAI em Ibirité, que tem como anseio a “formação profissional, o estímulo à educação de jovens bem dotados e cidadãos e o incentivo à educação.” 
Atualmente, a Associação Milton Campos para o Desenvolvimento das Vocações atende aos bem-dotados da seguinte maneira: com a realização de colônias de férias aos sábados e a prática de encontros intensivos nas férias escolares. 
Em seus encontros, a ADAV realiza os seguintes projetos: Projeto de Xadrez, Espanhol, Horta, Artesanato, Resgate de Brincadeiras Antigas, o Projeto Incluir, que propõe o estudo de doenças físicas e racismo, além do Projeto Circula (Civilização Rural, Cultura e Lazer. 